# جون ك. لان
جون ك. لان (بالإنجليزية: John C. Lane)‏ هو سياسي أمريكي، ولد في 22 يوليو 1872 في أواهو في الولايات المتحدة، وتوفي في 8 فبراير 1958. حزبياً، نشط في الحزب الجمهوري. وقد انتخب Mayor of Honolulu ‏.